# 기븐스 행렬
기븐스 행렬(Givens matrix)은 수치선형대수학에서 기븐스 회전과 관련된 행렬이다. 월리스 기븐스( Wallace Givens)의 이름을 따서지어졌다. 이것은 1950년대에 월리스 기븐스가 아르곤 국립 연구소와 일하면서 수치 분석가들에게 이것을 소개함으로써 알려졌다.
밴드행렬이 {\displaystyle 0} 값을 갖는 행렬성분과 비영(非零,non-zero)값의 성분 간의 비율관계에 있어서 유효한 개념이라면,
기븐스 행렬과 기븐스 회전(Givens rotation)은 임의의 행렬의 특정 위치의 성분을 {\displaystyle 0}으로 하는 좀더 강한 행렬의 조작 방법이자, 행렬의 근본적인 성질을 규명하는 단위 개념으로 사용되는데 유효하다고 할 수 있다.

## 행렬 표현
{\displaystyle G(i,j,c,s)={\begin{bmatrix}1&\cdots &0&\cdots &0&\cdots &0\\\vdots &\ddots &\vdots &&\vdots &&\vdots \\0&\cdots &c&\cdots &-s&\cdots &0\\\vdots &&\vdots &\ddots &\vdots &&\vdots \\0&\cdots &s&\cdots &c&\cdots &0\\\vdots &&\vdots &&\vdots &\ddots &\vdots \\0&\cdots &0&\cdots &0&\cdots &1\end{bmatrix}}}
여기서 {\displaystyle c=cos\theta } 및{\displaystyle s=sin\theta } 가 {\displaystyle i}번째 행 및 {\displaystyle j} 번째 열의 교차점에서 나타날때,
삼각 함수 항등식의 피타고라스 정리에서  {\displaystyle \sin ^{2}{\theta }+\cos ^{2}{\theta }=1}이므로,
{\displaystyle s^{2}+c^{2}=1}이고,
{\displaystyle G(i,j,c,s)=G(i,j,\theta )}이다.
따라서, 기븐스 행렬의 {\displaystyle 0}이 아닌 요소는 다음과 같이 표현할 수 있다.
{\displaystyle {\begin{aligned}g_{n\,n}&{}=1\qquad \ n=i=j,g_{n\,n}\neq g_{i\,i}\neq g_{j\,j}\neq g_{j\,i}\neq g_{i\,j}\\g_{i\,i}&{}=c\\g_{j\,j}&{}=c\\g_{j\,i}&{}=-s\\g_{i\,j}&{}=s\qquad \ i>j\end{aligned}}}

## 같이 보기
- 야코비 행렬
- 헤세 행렬
- QR 분해

## 참고
Cybenko, George (March–April 2001), "Reducing Quantum Computations to Elementary Unitary Operations" (PDF), Computing in Science and Engineering, 3 (2): 27–32, DOI:10.1109/5992.908999